# 皇上有喜
皇上有喜是由明華園總團所演出的歌仔戲作品，該作品為明華園總團慶祝創團90周年的年度大戲，由陳勝國編劇及導演。於2019年5月31日在嘉義縣表演藝術中心首演，2019年6月15日至2019年6月16日於新北市藝文中心展演，2019年9月1日及2019年9月27日於台南新化大目降廣場和台南市文化中心展演。

## 作品內容
該作品是陳勝國編劇筆下的喜劇作品，內容在探討有關於治國之道、教育以及尋找世代繼承者的議題，並從中發揮該作品寓教於樂的精神。該作品的劇情中，皇帝為了太子的教育問題而煩惱，竟讓太子向七品縣令學習治國之道，從皇宮到市場的路途上，憨厚的太子在這之中鬧出了許多笑話，但同時太子也從中得知做人處事的道理。

## 場次
| 場次 | 日期          | 時間            | 地點               |
| ---- | ------------- | --------------- | ------------------ |
| 1    | 2019年5月31日 | 19時30分(UTC+8) | 嘉義縣表演藝術中心 |
| 2    | 2019年6月1日  | 14時30分(UTC+8) | 嘉義縣表演藝術中心 |
| 3    | 2019年6月15日 |                 | 新北市藝文中心     |
| 4    | 2019年6月16日 |                 | 新北市藝文中心     |
| 5    | 2019年9月1日  | 19時0分(UTC+8)  | 台南新化大目降廣場 |
| 6    | 2019年9月27日 | 19時0分(UTC+8)  | 台南市文化中心     |

## 外部連結
- 明華園總團　Facebook粉絲專頁 （页面存档备份，存于）